# Black Jackets Company
Fondée en 1995 à Bruxelles, Black Jackets Company (BJCo) s'est constituée en une société internationale de la création artistique contemporaine. La société (BJCo) organise une série d'activités sous le label BJCo-.

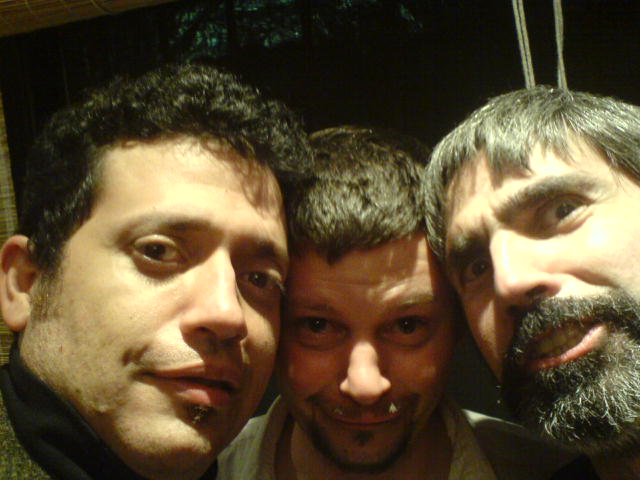
BJCo. Founders : (de gauche à droite) David Nuñezañez, Pierre Kolp, Juan Carlos Tolosa (Photo: David Nuñez)
Black Jackets Editions : Sub-negation 2.00 by Pierre Kolp

## Black Jackets Company
BJCo. (1995-)

À la suite de rencontres sur la création contemporaine, un groupe de jeunes compositeurs de moins de 30 ans, Pierre Kolp de Belgique, Juan Carlos Tolosa d'Argentine, et Francis Ubertelli du Canada, puis, rejoint plus tard par David Nuñezañez du Venezuela, fondent la société Black Jackets Company (BJCo) . Le nom s'associe au fait que, d'une part, les musiciens classiques jouent en vestons noirs (black jackets en anglais) à la différence des autres artistes et, d'autre part, les finales Co- (corporation, compagnie, collectivité, collection, copyright, compositeurs) ont plusieurs significations qui rassemblent les nombreux champs d'activités de la société. Le concept BJCo- favorise l'ouverture de la musique vers d'autres domaines créatifs.
À la fin des années 90, BJCo travaille activement avec Giovanni Cioni (cinéma), Barbara Manzetti, Marian del Valle, Olga de Soto (danse), Sofie Kokaj (théâtre), Colin Legras et Thibault Vancraenenbroeck (scénographie). Bien entendu, la société travaille en étroite collaboration avec les musiciens de son collectif, Black Jackets Ensemble.

## Black Jackets Co-

### Black Jackets Co- mposers (1996-)
La première performance de Black Jackets Company est le fait de leurs fondateurs, les compositeurs. Elle se déroule à Bruxelles, au Plateau le 25 octobre 1996. À partir de 1998, les compositeurs-fondateurs fondent le mouvement post-scolopéndrique qui trouve des échos principalement en Amérique du Nord et du Sud.

### Black Jackets Co- llective (1996-2005)
Plus connu sous le nom de Black Jackets Ensemble

En 1997, vu les succès du concept BJCo, les compositeurs fondateurs décident de s'entourer d'un groupe de très jeunes musiciens talentueux voulant s'impliquer dans la création contemporaine. Ces musiciens, tous originaires du Conservatoire royal de Bruxelles constituent les Black Jackets Co-llectif ou Black Jackets Ensemble. Le violoniste David Nuñez, le guitariste Tom Pauwels, le clarinettiste Benjamin Dieltjens, le pianiste Kim Vandembrempt et le pianiste-ingénieur du son Yannick Willox constituent la base du Black Jackets Ensemble. Selon l'esprit général des BJCo l'ensemble a collaboré avec de nombreux artistes locaux lors de ses trournées européennes et américaines ainsi, l'ensemble joue notamment avec Stephane Ginsburgh, Georges van Damme, Igor Semenov, André Ristic, … Juan Carlos Tolosa dirige l'ensemble depuis 2000.

### Black Jackets Co- pyright (1996-)
Appelé Black Jackets Editions à partir de 1998.
 
À la naissance de BJCo, les fondateurs ont écrit un manifeste esthétique publié en 100 exemplaires numérotés et signés par l'empreinte des fondateurs. Par la suite, douze numéros des Manifestes éthyliques ont été imprimés en 50 exemplaires par BJCo-pyright. Ces manifestes en folio in quatro, constituent une collection qui était distribuée lors des premières manifestations de BJCo. Leur contenu était étrange et hermétique, fondamentalement organisé à dérégler l'esprit et l'ambiance concensuelle des programmes. L'idée des manifestes était de tirer de leur propos des phrases communes ou des propos imaginés et de les placer dans un ordre qui leur confère une dimension originale. La production s'est arrêtée en 1998 avec Festival Resonancias.